# 井戸田町 (名古屋市)
井戸田町（いどたちょう）は、愛知県名古屋市瑞穂区の地名。現行行政地名は井戸田町1丁目から井戸田町4丁目。住居表示未実施地域。

## 地理
名古屋市瑞穂区南西部に位置する。東は鍵田町・姫宮町、西は佃町、南は妙音通、北は惣作町に接する。

## 歴史
当地にはかつて井戸田を称する地名として、本井戸田村と北井戸田村があった。『日本歴史地名大系』によれば、本井戸田村は河岸町・妙音通・苗代町・土市町・花目町・佃町・井戸田町・姫宮町・鍵田町・神前町・洲山町・石田町・惣作町・柳ヶ枝町の各一部、北井戸田村は甲山町・津賀田町・豊岡通・牧町・膳棚町・白羽根町の各一部に相当するという。また、北井戸田村と本井戸田村は室町時代には一つの村を成していたものが、いつ頃か分立したという。
行政地名として1945年（昭和20年）に制定された井戸田町は、かつての両井戸田村のごく一部であり、本井戸田村の中央にあたり、制定当時に地名として残されていた字名としての井戸田に由来するものである。
この項では以下、周辺部も含めた井戸田地域全体の歴史について概説する。

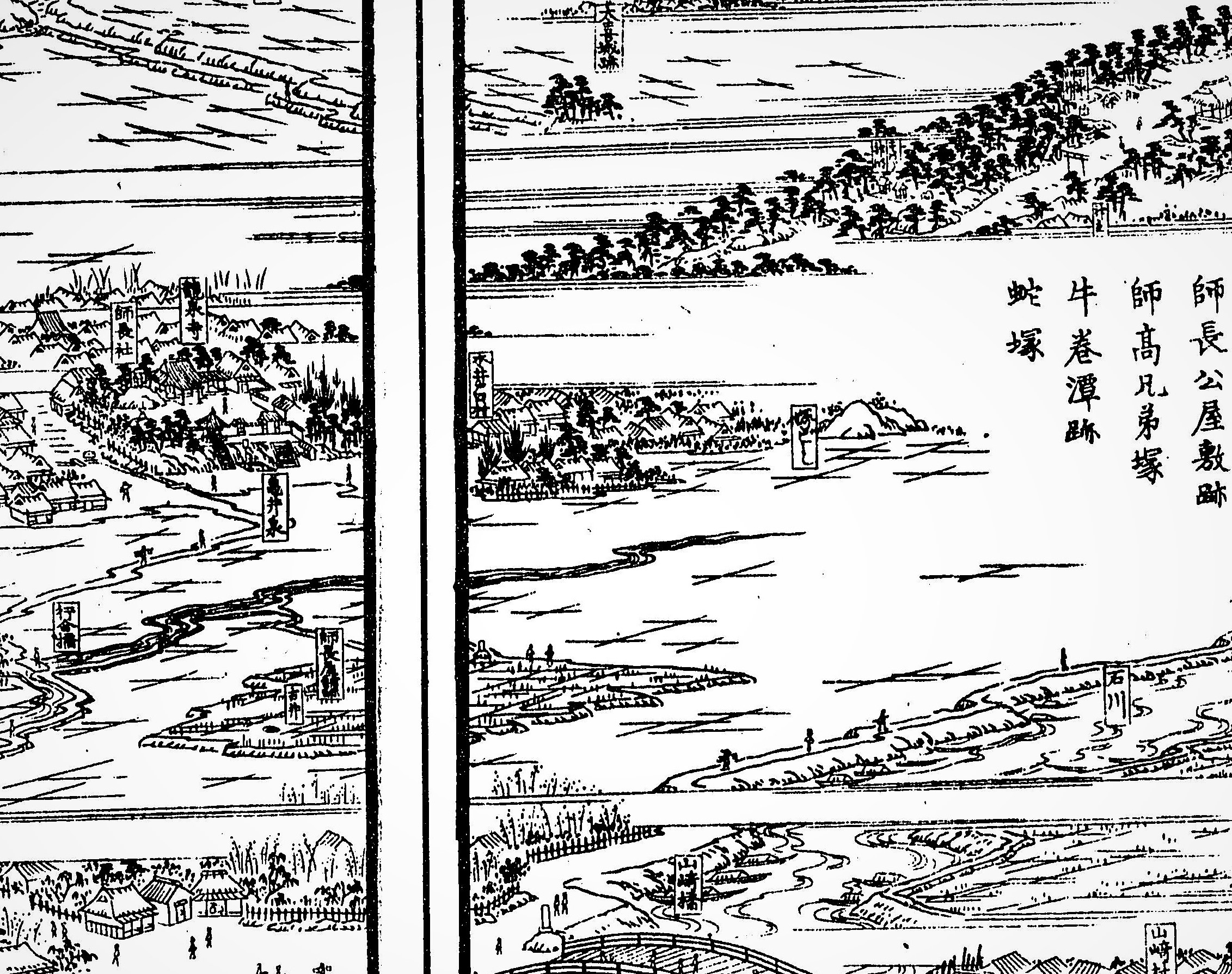
尾張名所図会 巻五より旧井戸田村付近

「井戸田」の地名は、旧北井戸田村にあった津賀田神社（現在は瑞穂区津賀田町）が所蔵する応永年間（1367年～85年）成立の『大般若経』に既にその名が見られる。
井戸田村（井戸田庄）は山崎の北、名古屋城下より一里半余り南東に位置する。村の規模は東西に15町、南北に5町13間。井戸田の名は、亀井の井戸に代表される水質の良い井戸が多くあり、それを利用して水田が開発されたことによる。
1775年の本井戸田庄屋は八左衛門。北井戸田庄屋とともに害鳥の処分を藩に嘆願している。
| 年                             | 概高     | 反別 | 家数  | 人口  | 馬   | 田     | 畠     |
| ------------------------------ | -------- | ---- | ----- | ----- | ---- | ------ | ------ |
| 1661年                         | 1722石余 | 95町 | 70家  | 932人 | 30匹 |        |        |
| 1818年                         | 1722石余 | 95町 | 183家 | 581人 | 2匹  | 約78町 | 約16町 |
| 出典:『なごやの町名』379ページ |          |      |       |       |      |        |        |

明治時代に入り大区小区制が布かれると、本井戸田村および北井戸田村はともに愛知県第2大区第6小区に属した。また、この2ヶ村は1876年（明治9年）10月には瑞穂村に編入されることになった。この合併は江戸時代の郷村による複雑に入り組んだ土地区画を一旦全て解体し、整理するために当時の愛知県令安場保和により19ヶ村を一挙に統合し、6ヶ村を新たに発足させるというものであった。さらに1878年（明治11年）には郡区町村編制法の制度下の瑞穂村となった。
この時期、村の集落周辺の平坦部では米や麦を生産していたが、麦稈（むぎわら）を利用して麦稈真田（むぎわらを編み込んだもの）を明治中期以降、家内工業として盛んに行われていたという。1928年（昭和3年）にはこの麦稈真田を利用して麦わら帽子を製造するためのミシンを安井ミシン商会（現在のブラザー工業、旧本井戸田村領域に当たる近くの苗代町に立地）が開発している。

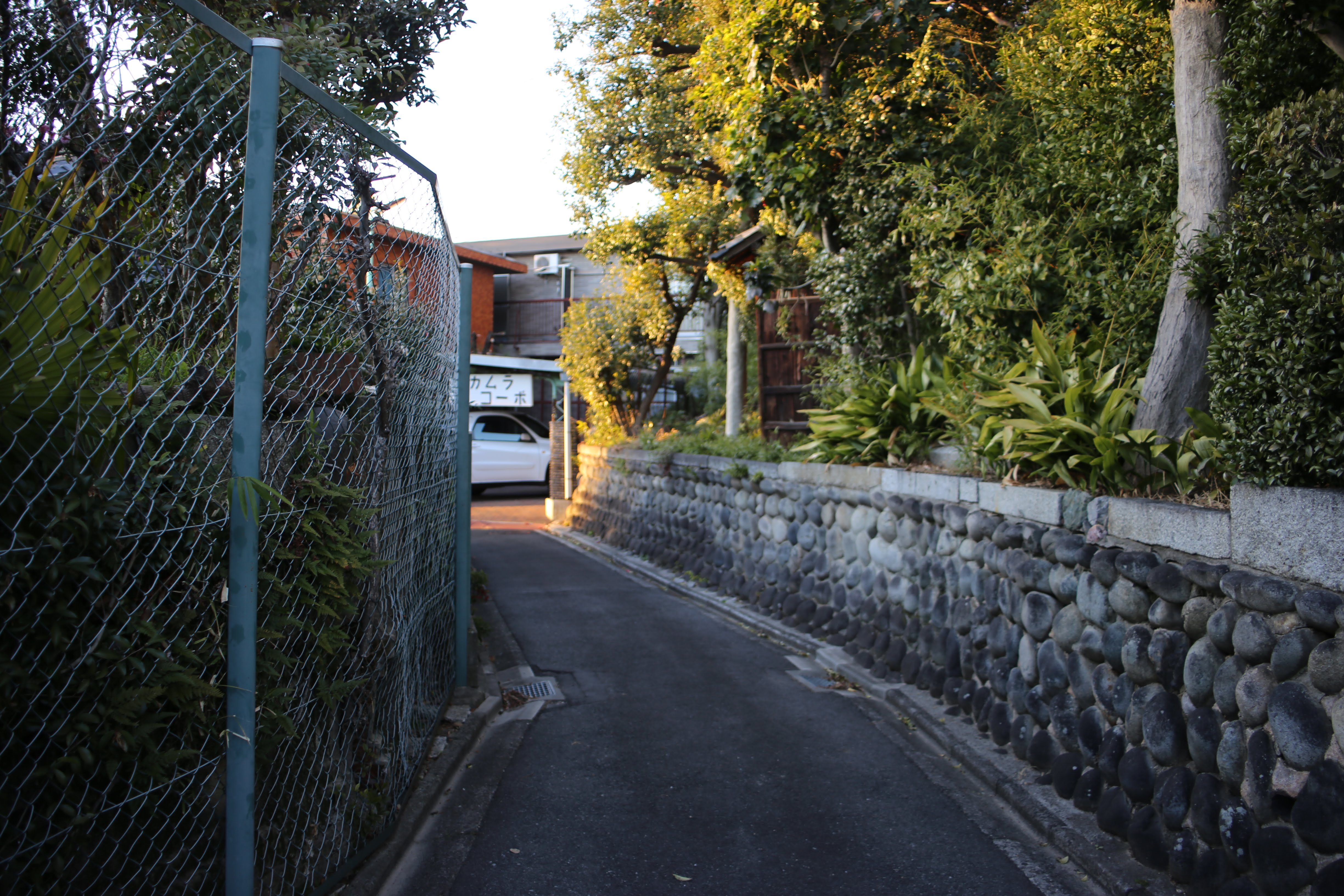
井戸田町の集落内を通る狭隘路の一例（2018年3月）

20世紀になると、名古屋市街地の拡大にともない、井戸田周辺の水田・麦作地域にもこの波が押し寄せてきた。また、大正時代には東郊耕地整理組合によって耕地整理事業が進んだが、この事業は同時に幹線道路の建設と、宅地造成を目的とするものであった。1917年（大正6年）、愛知電気鉄道の神宮西（現在の神宮前駅）・有松裏（現在の有松駅）間が開通すると、その途中駅として井戸田駅・南井戸田駅（佃町1丁目16番付近）が当地に開業し、駅周辺の住宅地化が進んだ。また、堀田から井戸田を経由し、南井戸田に至る線路は単線かつ急カーブを描いているために、当時進行中だった耕地整理組合の協力により、1930年（昭和5年）に南側に軌道を移設する改良工事を行い、同時に複線化も果たしている。ただし、南井戸田駅は1923年頃、井戸田駅については1969年に廃止され、現存しない。
1924年（大正13年）には、当地を含む約300万平方メートルという広大な地域をその事業範囲とする瑞穂耕地整理事業が開始され、1945年（昭和20年）にその換地処分を終えている。ただしこの事業には井戸田町の集落を含まなかったために、前近代的な道路が残される結果となった。その残された道路の中には東海道成立以前の幹線道路であった上野街道も含まれる。

### 沿革
- 1945年（昭和20年）9月26日 - 瑞穂区瑞穂町字井戸田・佃・市場・向畑・土市の各一部により、同区井戸田町が成立[1]。瑞穂耕地整理組合の換地処分に伴う[1]。

### 町名の変遷
| 実施後   | 実施年月日                | 実施前                                       |
| -------- | ------------------------- | -------------------------------------------- |
| 井戸田町 | 1945年（昭和20年）9月26日 | 瑞穂町字井戸田・佃・市場・向畑・土市の各一部 |

## 世帯数と人口
2019年（平成31年）3月1日現在の世帯数と人口は以下の通りである。
| 町丁     | 世帯数  | 人口    |
| -------- | ------- | ------- |
| 井戸田町 | 577世帯 | 1,213人 |

### 人口の変遷
国勢調査による人口の推移
| 1950年（昭和25年） | 1,997人 | [ 20 ]    |  |
| 1955年（昭和30年） | 2,306人 | [ 20 ]    |  |
| 1960年（昭和35年） | 2,433人 | [ 21 ]    |  |
| 1965年（昭和40年） | 2,516人 | [ 21 ]    |  |
| 1970年（昭和45年） | 2,357人 | [ 22 ]    |  |
| 1975年（昭和50年） | 2,199人 | [ 22 ]    |  |
| 1980年（昭和55年） | 1,941人 | [ 23 ]    |  |
| 1985年（昭和60年） | 1,774人 | [ 23 ]    |  |
| 1990年（平成2年）  | 1,586人 | [ 24 ]    |  |
| 1995年（平成7年）  | 1,437人 | [ 25 ]    |  |
| 2000年（平成12年） | 1,281人 | [ WEB 7 ] |  |
| 2005年（平成17年） | 1,217人 | [ WEB 8 ] |  |
| 2010年（平成22年） | 1,197人 | [ WEB 9 ] |  |

## 学区
市立小・中学校に通う場合、学校等は以下の通りとなる。また、公立高等学校に通う場合の学区は以下の通りとなる。
| 番・番地等 | 小学校                 | 中学校                 | 高等学校 |
| ---------- | ---------------------- | ---------------------- | -------- |
| 全域       | 名古屋市立井戸田小学校 | 名古屋市立津賀田中学校 | 尾張学区 |

## 施設
- 真宗大谷派安楽寺[8]

長岡爲麿なる人名に由来する爲麿山と称する。1937年（昭和12年）に井戸田教会として設立され、1944年（昭和19年）に空襲により被災したが、1951年（昭和26年）に再興された。阿弥陀如来を本尊とする。
- 曹洞宗長福寺[8]

永正3年（1510年）創建とされる曹洞宗寺院で、喜覚山と号す。運慶作とされる聖観世音菩薩を本尊としている。また、本堂裏に三島由紀夫像があるという。
- 曹洞宗龍泉寺[8]

1873年（明治6年）10月7日には境内に第二十四番小学井出学校が設置され、近代教育が施された。ただし、この学校は1875年（明治8年）か1876年（明治9年）頃に大喜寺（大喜町）に移転している。この学校はのちの名古屋市立瑞穂小学校に相当する。
- 日蓮宗最経寺[8]

1931年（昭和6年）設立。1941年（昭和16年）には最上神社となる。1956年（昭和31年）に寺号を得て、最経寺と称するようになった。祭神は最位経王大菩薩。山号は日光山。

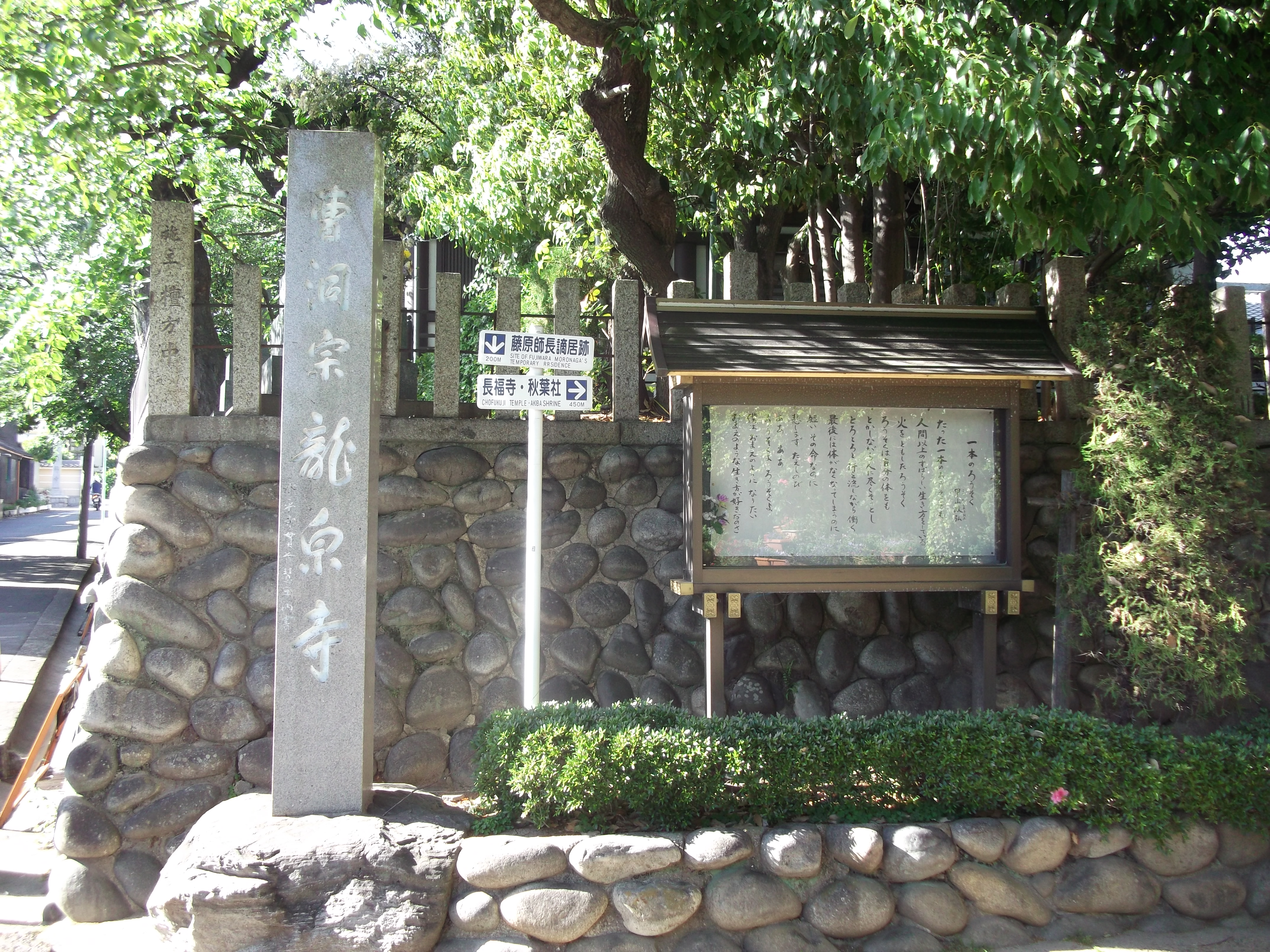
龍泉寺（2014年5月）
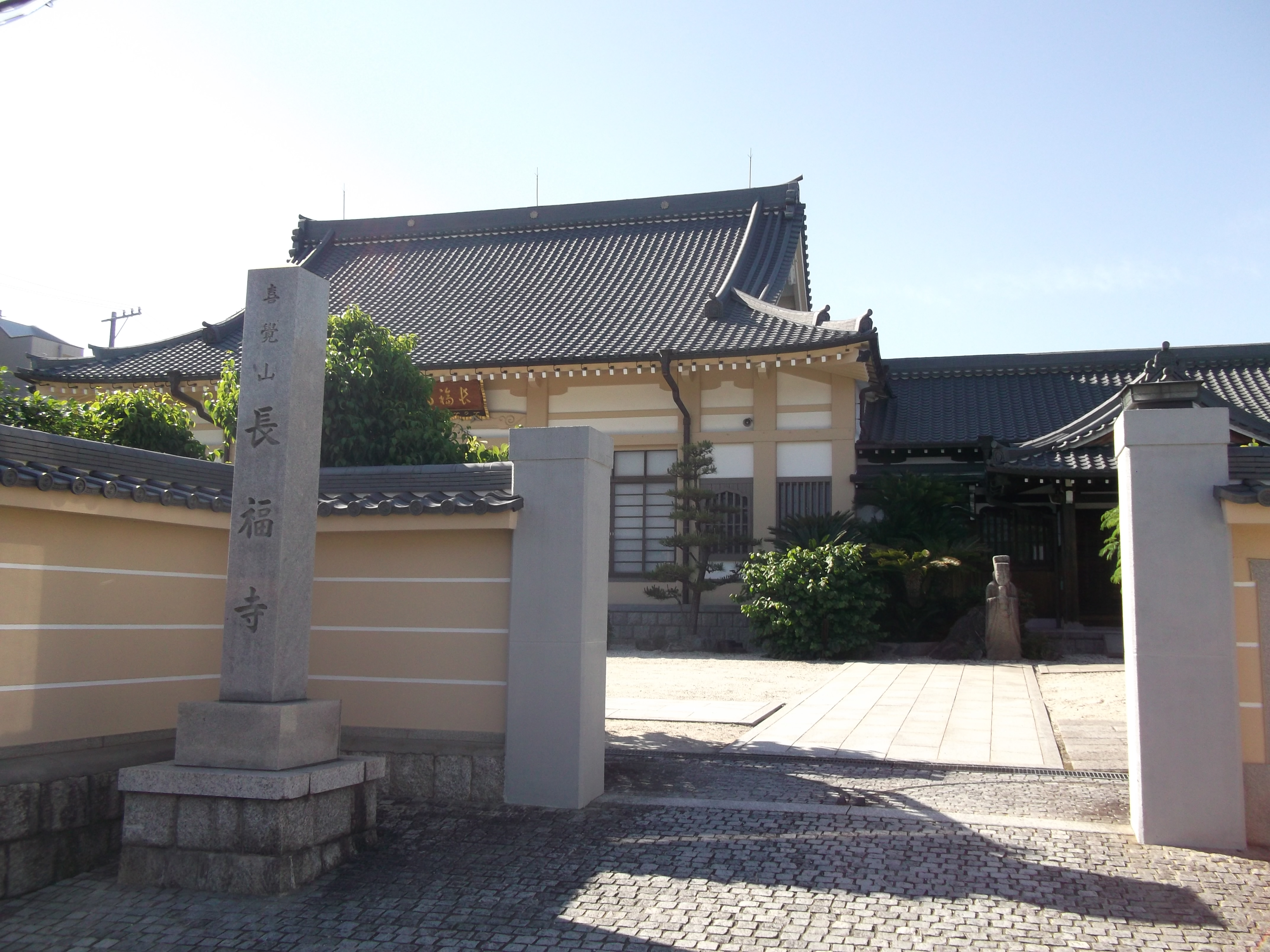
長福寺（2014年5月）

## 史跡
当地にはかつて「井戸田七塚」と称する古墳群が所在しており、江戸時代には既に存在が知られていたという。七塚の名称は『賤小手巻』という文献に残されており、剣塚・稲荷塚・大黒塚・恵比須塚・天神塚・荒神塚および名称不明の小塚とあるという。またそれ以外にも古墳が点在しているとされる。
- 姫塚古墳[31]

藤原師長を慕った女の墓との伝承があるという。個人宅内に所在している。
- 剣塚古墳（東塚古墳）[31]

1923年（大正12年）に造成工事により破壊され、現存しない。粕谷藤太信重なる武士の墓とされ、被葬者の剣などの武具をともに埋葬したために剣塚と称するという。東塚は、おつくり山古墳（西塚）に対して東側に所在することによる。
- ためまる古墳[31]

前述の安楽寺境内に所在した円墳。
- おつくり山古墳（西塚古墳）[31]

1928年（昭和3年）に行われた土取り工事に際して、鎧の断片や銅鏡二面などの出土があったことで判明した円墳。墳丘は径が25.5メートルで、高さは6メートルほどの規模であるという。特に伝承はなく、おつくり山と称するのは高貴な人のために造ったことによると推定されている。また、西塚の名は、剣塚（東塚）に対して西側に所在することによる。
- 東屋敷遺跡[31]

## その他

### 日本郵便
- 郵便番号 : 467-0835[WEB 3]（集配局：瑞穂郵便局[WEB 13]）。

### 註釈
1. ↑  1926年（昭和元年）に破壊され、借家が建てられたとする資料もある[35]。

#### WEBサイト
1. ↑  “愛知県名古屋市瑞穂区の町丁・字一覧”.   人口統計ラボ. 2019年3月21日閲覧。
2. 1 2  “町・丁目(大字)別、年齢(10歳階級)別公簿人口(全市・区別)”.   名古屋市 (2019年3月20日). 2019年3月21日閲覧。
3. 1 2  “郵便番号”.  日本郵便. 2019年3月17日閲覧。
4. ↑  “市外局番の一覧”.   総務省. 2019年1月6日閲覧。
5. ↑  名古屋市役所市民経済局地域振興部住民課町名表示係 (2015年2月10日). “瑞穂区の町名一覧”.   名古屋市. 2015年10月8日閲覧。
6. ↑  “ブラザーの歴史”.   ブラザー工業. 2017年3月20日閲覧。
7. ↑  名古屋市役所総務局企画部統計課統計係 (2005年7月1日). “（刊行物）名古屋の町(大字)・丁目別人口 (平成12年国勢調査) (8)瑞穂区(第1表から第3表)” (xls). 2015年10月15日閲覧。
8. ↑  名古屋市役所総務局企画部統計課統計係 (2007年6月27日). “（刊行物）名古屋の町(大字)・丁目別人口 (平成17年国勢調査) (8)瑞穂区(第1表から第3表）” (xls). 2015年10月15日閲覧。
9. ↑  名古屋市役所総務局企画部統計課統計係 (2012年4月22日). “（刊行物）名古屋の町(大字)・丁目別人口 (平成22年国勢調査) (8)瑞穂区(第1表から第3表）” (xls). 2015年10月15日閲覧。
10. ↑  “市立小・中学校の通学区域一覧”.   名古屋市 (2018年11月10日). 2019年1月14日閲覧。
11. ↑  “平成29年度以降の愛知県公立高等学校（全日制課程）入学者選抜における通学区域並びに群及びグループ分け案について”.   愛知県教育委員会 (2015年2月16日). 2019年1月14日閲覧。
12. 1 2   瑞穂区役所・瑞穂区郷土史跡研究会: “みずほ検定 クイズDEみずほ〜歴史・史跡編〜 公式テキスト” (PDF).   名古屋市瑞穂区役所 (2011年10月). 2018年3月21日閲覧。
13. ↑  郵便番号簿 平成29年度版 - 日本郵便. 2019年03月21日閲覧 (PDF)

#### 文献
1. 1 2 3  瑞穂区制施行50周年記念事業実行委員会 1994, p. 605.
2. 1 2  「角川日本地名大辞典」編纂委員会 1989, p. 1517.
3. ↑  有限会社平凡社地方資料センター 1981, p. 174.
4. 1 2 3 4  有限会社平凡社地方資料センター 1981, p. 175.
5. ↑  山田 1985, p. 96.
6. ↑  名古屋市計画局 1992, pp. 378–379.
7. ↑  『尾張志（上）』p.401
8. 1 2 3 4 5 6 7  名古屋市計画局 1992, p. 379.
9. ↑  水谷盛光 1980, p. 120.
10. ↑  山田 1985, p. 94.
11. ↑  瑞穂区制施行50周年記念事業実行委員会 1994, p. 190.
12. 1 2  瑞穂区制施行50周年記念事業実行委員会 1994, p. 193.
13. ↑  瑞穂区制施行50周年記念事業実行委員会 1994, p. 194.
14. ↑  瑞穂区制施行50周年記念事業実行委員会 1994, p. 41.
15. ↑  山田 1985, p. 155.
16. ↑  瑞穂区制施行50周年記念事業実行委員会 1994, p. 59.
17. ↑  瑞穂区制施行50周年記念事業実行委員会 1994, p. 287.
18. ↑  名古屋鉄道広報宣伝部 1994, p. 867.
19. ↑  名古屋市住宅都市局開発調整部区画整理課 2009, p. 862.
20. 1 2  名古屋市総務局企画室統計課 1957, p. 84.
21. 1 2  名古屋市総務局企画部統計課 1967, p. 79.
22. 1 2  名古屋市総務局統計課 1977, p. 52.
23. 1 2  名古屋市総務局統計課 1986, p. 74.
24. ↑  名古屋市総務局企画部統計課 1991, p. 42.
25. ↑  名古屋市総務局企画部統計課 1996, p. 113.
26. 1 2 3  山田 1985, p. 198.
27. ↑  山田 1985, pp. 196–197.
28. 1 2 3  瑞穂区制施行50周年記念事業実行委員会 1994, p. 229.
29. 1 2 3 4 5  山田 1985, p. 199.
30. 1 2 3  山田 1985, p. 98.
31. 1 2 3 4 5  名古屋市教育委員会 1990.
32. 1 2  瑞穂区制施行50周年記念事業実行委員会 1994, p. 169.
33. ↑  瑞穂区制施行50周年記念事業実行委員会 1994, p. 64.
34. ↑  名古屋市堀田尋常小学校 1938, p. 57.
35. ↑  名古屋市役所経済局文化財調査保存委員会 1954, p. 3.
36. 1 2 3  瑞穂区制施行50周年記念事業実行委員会 1994, p. 65.
37. ↑  名古屋市堀田尋常小学校 1938, p. 55.

### 統計資料
- 名古屋市総務局企画室統計課 編『昭和31年版 名古屋市統計年鑑』名古屋市、1957年。全国書誌番号:51004953。
- 名古屋市総務局企画部統計課 編『昭和41年版 名古屋市統計年鑑』名古屋市、1967年。全国書誌番号:51004953。
- 名古屋市総務局統計課 編『昭和51年版 名古屋市統計年鑑』名古屋市、1977年。全国書誌番号:77007026。
- 名古屋市総務局統計課 編『昭和60年国勢調査 名古屋の町・丁目別人口（昭和60年10月1日現在）』名古屋市役所、1986年。
- 名古屋市総務局企画部統計課 編『平成2年国勢調査 名古屋の町（大字）別・年齢別人口（平成2年10月1日現在）』名古屋市役所、1994年。全国書誌番号:94045412。
- 名古屋市総務局企画部統計課 編『平成7年国勢調査 名古屋の町（大字）・丁目別人口（平成7年10月1日現在）』名古屋市役所、1996年。全国書誌番号:96059807。